# 耶和华见证人拒绝输血案
耶和华见证人拒绝输血案（日语：エホバの証人輸血拒否事件），是日本耶和华见证人信徒因宗教原因而拒绝在手术中进行输血，对于单方面决定在手术中进行输血的医生和医院提起的一起诉讼案件。该案件最终由最高裁判所作出终审判决，是关于拒绝输血以及自己决定权的著名判例。
耶和华见证人是源自基督教而又区别于基督教的新兴宗教，其坚持一些独特的教义，其中最为知名的教义之一就是拒绝输血。日本发生过多起耶和华见证人的信徒或其子女因拒绝输血而导致死亡的案件，已经成为了受人关注的社会问题之一。日本演员北野武也曾出演过有关这一题材的电影。本案判决之后，日本的医疗机构对于因宗教原因而产生的输血问题也格外重视，并制定了相应的政策规程供医院执行。

## 案件经过

### 拒绝输血的教义
许多人会基于宗教、思想禁忌、戒律、价值观或者医疗上的原因等，拒绝进行输血。其中又分为两类：一类人即便生命遭遇危险，也绝对拒绝一切形式的输血（绝对无输血派）；而另一类人仅在生命遭遇危险或者健康出现重大影响时容许输血（相对无输血派）。
基督教中的新兴宗教之一的“耶和华见证人”就以圣经中多次出现的“请避开血”的表述为由，采取了绝对无输血的教义。本案的原告就是一位耶和华见证人的虔诚女信徒，她坚定地信守教义，即使自己生命遇到危险，也绝对不容许对自己进行输血。

### 治疗过程
1992年（平成4年）7月6日，原告A在立川医院被诊断患有恶性肝脏血管瘤。尽管A希望在不输血的情况下进行手术，但该医院的医生表示无法做到，因此A在11日出院。此后她一直在寻找可以进行不输血手术的医院和医生。
一直帮助A的耶和华见证人组织的医疗机关联络委员会了解到B医生有过类似的不输血手术的经验，并在7月27日将A的情况告知B，询问其是否可以提供治疗。B医生表示，如果癌细胞尚未转移，则有可能可以进行不输血的手术，并要求病人尽快检查。8月18日，A在B工作的东京大学医科学研究所附属病院（简称为“医科研”）办理了入院手续，其主治医生为C和D。
当天，C医生问A是否接受微量血液或者自身输血的做法，遭到了A的拒绝。9月7日，D医生表示“手术中如果出现突發状况，那有必须进行输血”，“如果因不输血导致病人死亡，那我们就犯了杀人罪。即使面对黑社会这样的坏人，如果不给他输血就会死的话，我们也会进行输血”。但A不为所动，向D强调“我宁死也不愿意接受输血，这一点我会通过书面写下来”。D回答“就算我收到这样的书面承诺，也没办法”。10日，A根据医科研的指示在东京都立广尾病院接受了MRI检查，次日将检查结果交给C。此时C再次询问是否可以输血，A依旧回答“不行”。
医生们根据检查结果，在手术前召开了分析会，结论是“A的肿瘤有可能会出现大出血，尽管原则上不进行输血，但为了防止出现生命危险的可能，仍有必要事先准备好抢救用的血液”，并开始准备相关的血液。医科研的方针是，在尽量尊重患者对输血问题的选择权的基础上，如果除了输血没有其他救治方案时，可以不顾患者的态度而强行进行输血。
9月14日，B向A的丈夫及儿子进行了手术说明。B谈及发生再出血后进行二次手术的可能性，表示这种情况若出现，则将根据医生的良知进行治疗，言下之意即有输血可能。说明之后，A的儿子向B递交了一份免责证明书，强调A不能接受输血，且对于无法输血而导致的伤害，绝对不追究医生及医院职员的责任。收到免责证明书的B表示“我知道了”，并将该承诺书转交给在场的C和D。
9月16日，A的手术由医生B、C、D、E以及麻醉医生F、G等人进行。手术中，由于摘除肿瘤时出现大出血，B等人判断如不输血，将无法救活A，并进行了输血。手术取得了成功。值得注意的是，B等人担心一旦透露输血的可能性则会导致A拒绝手术，因此始终没有将“相对无输血”的方针向A进行说明。

### 起诉
A出院之后，以医院违反了“绝对无输血”的约定为由，起诉国家（因该医院为国立医院）的违约责任，并以医生违反了对输血可能性的说明义务为由，主张医生等人侵犯了病人的自己决定权，请求法院追究医生及国家的侵权责任，并赔偿原告损失1200万日元。

## 下级法院判决

### 一审判决
1997年（平成9年）3月12日，东京地方裁判所驳回了原告的全部诉讼请求。其判决理由如下：
- 关于违约责任，法院认为，有关不进行输血的特别约定违反了社会的公序良俗，因此无效。医疗的首要目的是救死扶伤，人的生命是最崇高的价值，因此绝对无输血的主张违背了社会一般的价值观念。
- 关于侵权责任，法院认为，至于B医生等人未告知输血的可能性的行为，由于医生判断如透露可能输血，则作为耶和华见证人信徒的患者极有可能会拒绝手术，因此病发死亡的可能性极高。有鉴于此，医生不履行说明义务的行为不属于违法行为。

原告不服一审判决，向东京高等裁判所提起了控诉。在这过程中，因A去世，其丈夫和儿子继承了A的诉讼地位。

### 控诉审判决
1998年（平成10年）2月9日，东京高等裁判所作出改判的决定，部分支持了控诉人的请求，判决医生及国家赔偿55万日元。判决理由如下：
- 对于违约责任，法院认为：患者A与医院之间形成的特别约定仅为相对不输血的性质，而并没有形成绝对不输血的约定，因此医院并没有违约。A与医院之间并没有形成绝对不输血的要约及承诺。在过去也出现过一些耶和华见证人的信徒允许医院进行输血的实例，因此该教派的信众并非一律采取绝对不输血的立场。为此，对于A口头表示的拒绝输血的要约，医院方从未作出明确的承诺，且B收到的免责证明上也仅写明了“损伤的情况下”，并没有明文约定“死亡”的情况下是否也必须不输血。但是，假设患者与医生之间达成了绝对不输血的约定，则控诉审法院推翻了一审判决，认为该约定并不违反公序良俗，因此是有效的。其理由在于，拒绝输血的约定并没有侵害第三者权利，过往的拒绝输血导致死亡的案例中医院也并未被追究刑事责任，存在一些手术中不进行输血的医疗机构。
- 关于医生的侵权责任，法院认为B、C、D等人违反了说明义务，侵害了患者A的自己决定权，因此判定国家的雇主责任成立。判决认为：“本案中的手术需要患者同意，……，每个人都有权利自己决定自己的人生的存在方式（生活方式），这就是自己决定权的基础。”判决进一步阐述：“人终难免一死，但人有权利自己决定生前的生活方式（包括选择安乐死的自由）。”因此判决支持了关于死亡的自己决定权。判决还认为：“医生在进行有输血可能的手术前，应当对具有判断能力的成年患者确认其是否拒绝输血，并有必要将医生有关不输血的治疗方针进行具体说明。”因此B、C、D等医生应当在术前确定采用相对不输血原则时，对患者进行说明。由于怠于履行说明义务，A原本可以选择“坚持绝对不输血原则而不接受治疗，或者放弃绝对不输血原则而接受治疗”的机会被剥夺，其权利遭到了侵害。法院因此认定违反说明义务与患者自己决定权遭侵害之间存在因果关系。

B、C、D及政府不服该判决，向最高裁判所提起了上告。

## 最高裁判决
2000年（平成12年）2月19日，最高裁判所判决驳回上告，理由如下：
“患者认为输血违背其宗教信仰而明确拒绝带有输血的医疗行为时，其作出该决定的权利属于一种人格权，应当受到尊重。本案中，A基于宗教信仰坚持在任何情况下都拒绝接受输血，并希望在不输血的前提下进行手术，因此而选择入住医科研接受治疗。对此B医生是清楚的。医生判断在手术中如不输血可能会出现生命危险的情况下，应当向A说明此种情形下医科研会采取的输血方针，并让A自己决定是否接受手术。”
“然而，B医生等人在手术前的一个月时间里，尽管预见到手术中可能会发生必须输血的情形，但未向患者说明医院所采用的方针而直接施行了本案所涉手术，最终也根据医院方针进行了输血。因此由于医生怠于履行说明责任，剥夺了A选择是否接受手术的决定权，因此侵害了其人格权。因此应当就患者遭受的精神痛苦而承担赔偿责任。”

## 关联条目
- 耶和华见证人和血
- 神户高专剑道课罢课案件
- 关于耶和华见证人的争议
- 追求幸福权
- 医疗诉讼

## 脚注
1. ↑  （日語）（页面存档备份，存于） （页面存档备份，存于）  （页面存档备份，存于）
2. ↑  （日語）（页面存档备份，存于） （页面存档备份，存于）  （页面存档备份，存于）
3. ↑  （日語）（页面存档备份，存于） （页面存档备份，存于）  （页面存档备份，存于）
4. ↑  （日語）（页面存档备份，存于） （页面存档备份，存于）  （页面存档备份，存于）
5. ↑  （日語）（页面存档备份，存于） （页面存档备份，存于）  （页面存档备份，存于）
6. ↑  （日語）（页面存档备份，存于） （页面存档备份，存于）  （页面存档备份，存于）